# Chmelná (Sušice)
Chmelná je vesnice, část města Sušice v okrese Klatovy skládající se z vesnic Malá Chmelná a Velká Chmelná. Nachází se asi čtyři kilometry severovýchodně od Sušice. Prochází zde silnice II/171. Chmelná leží v katastrálním území Malá Chmelná o rozloze 0,9 km² a Velká Chmelná o rozloze 3,62 km².

## Historie
První písemná zmínka o vesnici pochází z roku 1584.

## Obyvatelstvo
| Rok            | 1869 | 1880 | 1890 | 1900 | 1910 | 1921 | 1930 | 1950 | 1961 | 1970 | 1980 | 1991 | 2001 | 2011 | 2021 |
| -------------- | ---- | ---- | ---- | ---- | ---- | ---- | ---- | ---- | ---- | ---- | ---- | ---- | ---- | ---- | ---- |
| Počet obyvatel | 315  | 323  | 329  | 339  | 344  | 369  | 312  | 251  | 230  | 208  | 211  | 196  | 189  | 175  | 151  |
| Počet domů     | 44   | 49   | 52   | 53   | 55   | 57   | 55   | 54   | 50   | 49   | 52   | 58   | 62   | 64   | 67   |

## Obecní správa
Při sčítání lidu v letech 1850–1976 Chmelná byla samostatnou obcí, se kterým patřila nejprve do okresu Sušice, ale od roku 1960 v okrese Klatovy. Od 30. dubna 1976 je částí města Sušice v okrese Klatovy.